# Geloofsbelijdenis van Nicea-Constantinopel
De geloofsbelijdenis van Nicea-Constantinopel is de tekst waarin voor de eerste keer in de christelijke geschiedenis de fundamentele doctrines van het christendom werden vastgesteld door de leiders van verschillende kerken, bijeen in vergadering in Nicea:
1. de leer van de incarnatie/menswording van God in de persoon van Jezus Christus en
2. de Triniteitsleer (er bestaat maar één God, maar deze bestaat uit drie personen).

## Geschiedenis

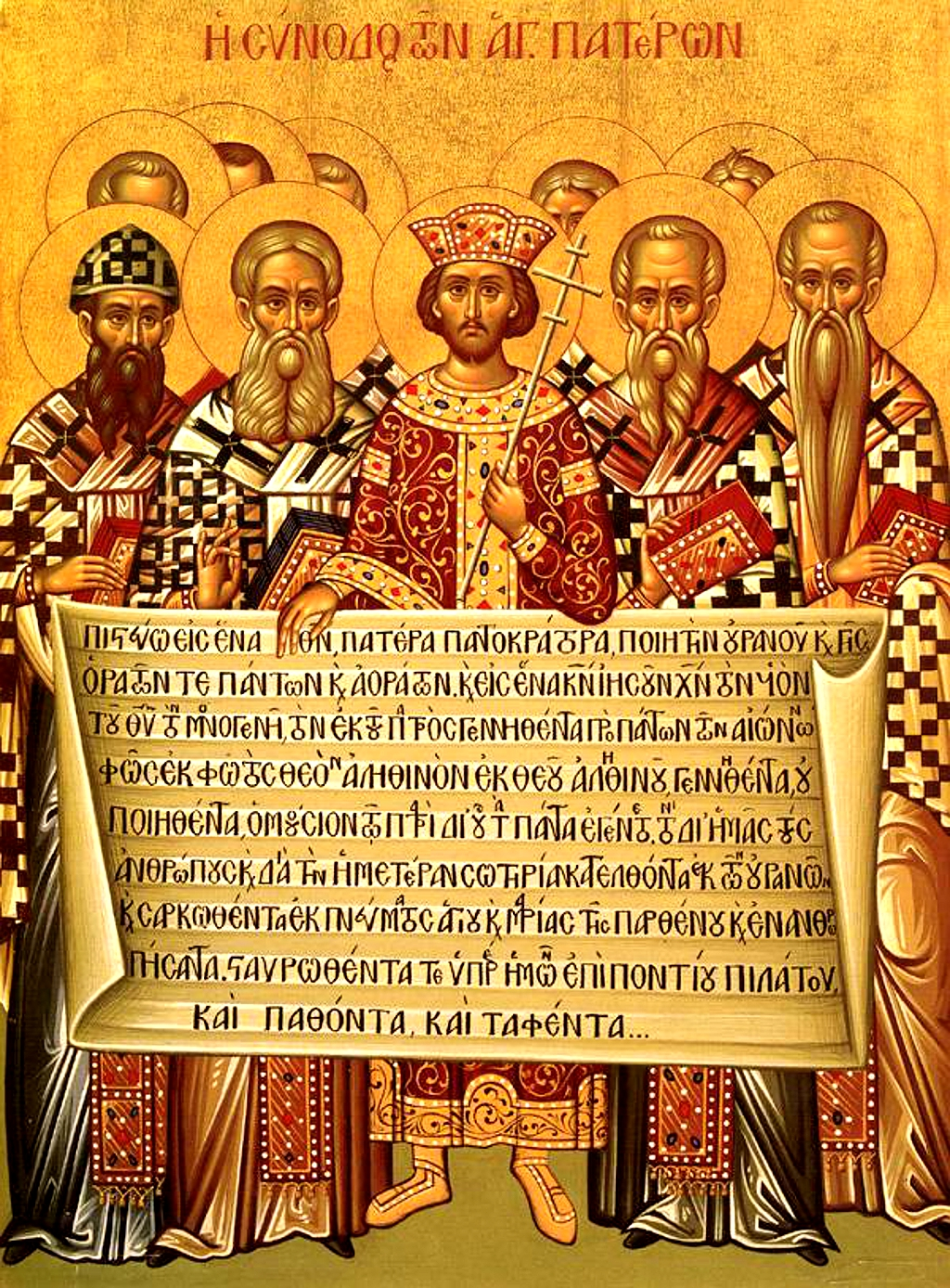
icoon met de voorstelling van keizer Constantijn en de bisschoppen van het Concilie van Nicea 325 met de tekst van de geloofsbelijdenis versie dd. 381, zoals later aangepast voor gebruik in de liturgie (πιστεύω in plaats van πιστεύομεν).

De eerste aanzet hiertoe werd gegeven tijdens het eerste oecumenische Concilie van Nicea in 325, bijeengeroepen door de Romeinse keizer Constantijn I, waar 312 kerkleiders (later betiteld als patriarchen) aanwezig waren, waaronder die van drie grote christelijke centra: Rome, Alexandrië en Antiochië, alsmede van de zetel van Jeruzalem.
Dit concilie rekende af met de christelijke stroming van het arianisme en verklaarde deze manier van denken en het geloof te belijden tot ketterij. Arius, de naamgever van deze stroming en priester in Alexandrië, verkondigde dat Christus geen goddelijke natuur had maar een door God geschapen - weliswaar superieur - mens was en daarom als "Zoon van God" ondergeschikt was aan God de Vader.
In antwoord op deze opvatting bepaalde het Concilie van Nicea met grote meerderheid van stemmen dat Christus geen halfgod maar God was en in essentie één met de God de Vader.
De tekst van de geloofsbelijdenis van Nicea-Constantinopel is nadien door geen enkel oecumenisch concilie meer gewijzigd. Deze geldt tot op de dag van vandaag formeel (met ondergeschikte tekstuele varianten) als de geloofsbelijdenis van alle christenen. 
Een ogenschijnlijk kleine toevoeging in de hiervoor genoemde Latijnse tekst was een van de oorzaken van het schisma tussen de Kerk van Rome en de oosters-orthodoxe kerken in 1054. Na de woorden "ex patre" ("uit de vader") werd in 589 door het Derde Concilie van Toledo van de Spaanse kerk het woord filioque ("en de zoon") aan de geloofsbelijdenis toegevoegd. Onder aanvoering van keizer Karel de Grote werd dit door de Duitse kerken in 794 als de enig juiste tekst bestempeld. Deze is sindsdien in de tijdens de eucharistieviering gebruikte rooms-katholieke geloofsbelijdenis, het Credo, blijven staan. Dit hoewel paus Leo III in 808 aan keizer Karel de Grote schreef dat hij het fout vond om aan de tekst van de geloofsbelijdenis te sleutelen. De Griekse, later oosters-orthodoxe kerken, verwierpen en verwerpen de toevoeging van het 'filioque'. Hiermee wordt gezegd dat de Heilige Geest voortkomt uit de Vader én de Zoon, en zodoende niet gelijkwaardig God zou zijn. De oosterse kerken zagen dit als een ketterse aantasting van de Triniteitsleer.
De geloofsbelijdenis van Nicea moet niet verward worden met de apostolische geloofsbelijdenis. Deze wordt niet tijdens de eucharistie gebruikt, maar geldt, onder de naam De twaalf artikelen van het geloof, wel als officiële geloofsbelijdenis voor de rooms-katholieken. Protestantse kerken kennen beide geloofsbelijdenissen, hoewel de apostolische geloofsbelijdenis de meest gebruikte is in kerkdiensten. Ze is taalkundig enigszins vereenvoudigd, gebaseerd op het Credo, maar in tegenstelling hiermee theologisch niet omstreden. Omdat de tekst van de apostolische geloofsbelijdenis niet expliciet verwijst naar de Triniteit speelt het 'filioque'-probleem hier niet.

### Leer van de drie-eenheid
De leer van de drie-eenheid, ofwel triniteitsleer, werd in Nicea nog niet uitgewerkt, want over de Heilige Geest, de derde Goddelijke persoon, werd nog niet gesproken. Dit gebeurde tijdens het oecumenisch concilie van Constantinopel in 381. Deze bisschopsvergadering stelde de geloofsbelijdenis van Nicea als onveranderlijk vast, met als belangrijkste toevoeging dat de Heilige Geest als derde goddelijke persoon evenveel God was als God de Vader, zoals ook Christus, de Zoon van God, die, zo zegt de tekst in het Latijn, "voortkomt uit de Vader" : "qui ex patre procedit".

## Teksten

### Griekse tekst
Dit is de tekst van het Eerste Concilie van Constantinopel (381). De in de oosters-orthodoxe kerken tijdens de liturgie gebruikte tekst heeft πιστεύω ... ὁμολογῶ ... προσδοκῶ (ik geloof, etc.), in plaats van πιστεύομεν ... ὁμολογοῦμεν ... προσδοκοῦμεν (wij geloven, etc.). Van de Heilige Geest wordt dus uitsluitend gezegd dat deze voortkomt uit de Vader (τὸ ἐκ τοῦ Πατρὸς ἐκπορευόμενον), zonder toevoeging van "en de Zoon" of "alleen".
Πιστεύομεν εἰς ἕνα Θεόν, Πατέρα, Παντοκράτορα, ποιητὴν οὐρανοῦ καὶ γῆς, ὁρατῶν τε πάντων καὶ ἀοράτων.
Καὶ εἰς ἕνα Κύριον Ἰησοῦν Χριστόν, τὸν Υἱὸν τοῦ Θεοῦ τὸν μονογενῆ, τὸν ἐκ τοῦ Πατρὸς γεννηθέντα πρὸ πάντων τῶν αἰώνων.
Φῶς ἐκ φωτός, Θεὸν ἀληθινὸν ἐκ Θεοῦ ἀληθινοῦ, γεννηθέντα οὐ ποιηθέντα, ὁμοούσιον τῷ Πατρί, δι' οὗ τὰ πάντα ἐγένετο.
Τὸν δι' ἡμᾶς τοὺς ἀνθρώπους καὶ διὰ τὴν ἡμετέραν σωτηρίαν κατελθόντα ἐκ τῶν οὐρανῶν καὶ σαρκωθέντα ἐκ Πνεύματος Ἁγίου καὶ Μαρίας τῆς Παρθένου καὶ ἐνανθρωπήσαντα.
Σταυρωθέντα τε ὑπὲρ ἡμῶν ἐπὶ Ποντίου Πιλάτου, καὶ παθόντα καὶ ταφέντα.
Καὶ ἀναστάντα τῇ τρίτῃ ἡμέρα κατὰ τὰς Γραφάς.
Καὶ ἀνελθόντα εἰς τοὺς οὐρανοὺς καὶ καθεζόμενον ἐκ δεξιῶν τοῦ Πατρός.
Καὶ πάλιν ἐρχόμενον μετὰ δόξης κρῖναι ζῶντας καὶ νεκρούς, οὗ τῆς βασιλείας οὐκ ἔσται τέλος.
Καὶ εἰς τὸ Πνεῦμα τὸ Ἅγιον, τὸ κύριον, τὸ ζωοποιόν, τὸ ἐκ τοῦ Πατρὸς ἐκπορευόμενον, τὸ σὺν Πατρὶ καὶ Υἱῷ συμπροσκυνούμενον καὶ συνδοξαζόμενον, τὸ λαλῆσαν διὰ τῶν προφητῶν.
Εἰς μίαν, Ἁγίαν, Καθολικὴν καὶ Ἀποστολικὴν Ἐκκλησίαν.
Ὁμολογοῦμεν ἓν βάπτισμα εἰς ἄφεσιν ἁμαρτιῶν.
Προσδοκοῦμεν ἀνάστασιν νεκρῶν.
Καὶ ζωὴν τοῦ μέλλοντος αἰῶνος.
Ἀμήν.

### Latijnse tekst (het "Credo")
In de Latijnse/Katholieke kerk wordt deze tekst, al dan niet vertaald naar de landstaal, gebruikt tijdens liturgievieringen. Dat kan zijn in een Eucharistieviering (de Mis) of tijdens andere Woord- en/of Communievieringen. Zij is niet identiek aan de Griekse tekst. Behalve de in het oog springende toevoeging van het filioque, waardoor er staat dat de Heilige Geest voortkomt uit de Vader én de Zoon, is ook de meervoudsvorm vervangen door een enkelvoud: niet meer 'wij geloven' maar 'ik geloof'.
Credo in unum Deum.
Patrem omnipotentem, factorem caeli et terrae, visibilium omnium et invisibilium.
Et in unum Dominum Jesum Christum, Filium Dei unigenitum.
Et ex Patre natum ante omnia saecula.
Deum de Deo, Lumen de Lumine, Deum verum de Deo vero.
Genitum non factum, consubstantialem Patri: per quem omnia facta sunt.
Qui propter nos homines et propter nostram salutem descendit de caelis.
Et incarnatus est de Spiritu Sancto ex Maria Virgine: et homo factus est.
Crucifixus etiam pro nobis: sub Pontio Pilato, passus et sepultus est.
Et resurrexit tertia die, secundum Scripturas.
Et ascendit in caelum: sedet ad dexteram Patris.
Et iterum venturus est cum gloria iudicare vivos et mortuos: cuius regni non erit finis.
Et in Spiritum Sanctum, Dominum et vivificantem, qui ex Patre Filioque procedit.
Qui cum Patre et Filio simul adoratur et conglorificatur: qui locutus est per prophetas.
Et unam sanctam catholicam et apostolicam Ecclesiam.
Confiteor unum baptisma in remissionem peccatorum.
Et exspecto resurrectionem mortuorum.
Et vitam venturi saeculi.
Amen.

## Vertalingen

### Rooms-katholieke vertaling
Ik geloof in één God de almachtige Vader
Schepper van hemel en aarde, van al wat zichtbaar en onzichtbaar is.
En in één Heer, Jezus Christus,
eniggeboren Zoon van God,
vóór alle tijden geboren uit de Vader.
God uit God, licht uit licht, ware God uit de ware God.
Geboren, niet geschapen, één in wezen met de Vader,
en door wie alles geschapen is.
Hij is voor ons, mensen, en omwille van ons heil uit de hemel neergedaald.
Hij heeft het vlees aangenomen door de heilige Geest uit de Maagd Maria
en is mens geworden.
Hij werd voor ons gekruisigd,
Hij heeft geleden onder Pontius Pilatus en is begraven
Hij is verrezen op de derde dag, volgens de Schriften.
Hij is opgevaren ten hemel: zit aan de rechterhand van de Vader.
Hij zal wederkomen in heerlijkheid om te oordelen levenden en doden
en aan zijn rijk komt geen einde.
Ik geloof in de Heilige Geest die Heer is en het leven geeft
die voortkomt uit de Vader en de Zoon
die met de Vader en de Zoon tezamen wordt aanbeden en verheerlijkt;
die gesproken heeft door de profeten.
Ik geloof in de ene, heilige, katholieke en apostolische kerk.
Ik belijd één doopsel tot vergeving van de zonden.
Ik verwacht de opstanding van de doden
en het leven van het komend rijk.
Amen.

### Vrije vertaling van de Griekse en Latijnse tekst (niet door de Rooms-Katholieke Kerk geaccordeerd)
Wij geloven in één God, de almachtige Vader, Schepper van de hemel en de aarde, van alle zichtbare en onzichtbare dingen.
En in één Here Jezus Christus, de eniggeboren Zoon van God, geboren uit de Vader voor alle eeuwen, God uit God, Licht uit Licht, waarachtig God uit waarachtig God; geboren, niet geschapen, één van wezen met de Vader; door Hem zijn alle dingen geworden.
Ter wille van ons mensen en van ons behoud is Hij neergedaald uit de hemel en vlees geworden door de Heilige Geest uit de maagd Maria en is een mens geworden. Hij is ook voor ons gekruisigd onder Pontius Pilatus, heeft geleden, is begraven. Op de derde dag is Hij opgestaan overeenkomstig de Schriften. Hij is opgevaren naar de hemel, zit aan de rechterhand van de Vader en zal in heerlijkheid weerkomen om te oordelen de levenden en de doden. En zijn rijk zal geen einde hebben.
En in de Heilige Geest, die Here is en levend maakt, die van de Vader en de Zoon uitgaat, die samen met de Vader en de Zoon aangebeden en verheerlijkt wordt, die gesproken heeft door de profeten.
En één heilige, algemene en apostolische kerk.
Wij belijden één doop tot vergeving van de zonden.
Wij verwachten de opstanding van de doden en het leven van de komende eeuw.
Amen

### Oud-katholieke vertaling
De Oud-Katholieke Kerk van Nederland en de andere oud-katholieke kerken die participeren in de Unie van Utrecht (1889) hebben het "filioque" uit de geloofsbelijdenis verwijderd ten tijde van wederzijdse toenadering tussen deze kerken en de oosters-orthodoxe kerken.
Ik geloof in één God, de almachtige Vader
Schepper van hemel en aarde, van alle zichtbare en onzichtbare dingen.
En in één Heer, Jezus Christus, de eniggeboren Zoon van God;
uit de Vader geboren voor alle eeuwen.
God van God, licht van licht, waarachtig God van de waarachtige God; geboren en niet gemaakt;
één van wezen met de Vader; door wie alles gemaakt is.
Die om ons mensen en tot onze zaligheid uit de hemel is nedergedaald
en het vlees heeft aangenomen door de heilige Geest uit de Maagd Maria. En hij is mens geworden.
Hij is ook voor ons gekruisigd onder Pontius Pilatus; 
hij heeft geleden en is begraven.
En ten derden dage is hij verrezen volgens de Schrifturen.
Hij is opgeklommen ten hemel en zit aan de rechterhand des Vaders.
Hij zal wederkomen met heerlijkheid om te oordelen levenden en doden;
wiens rijk geen einde hebben zal.
En in de Heilige Geest, die Heer is en het leven geeft;
die uit de Vader voortkomt;
die met de Vader en de Zoon te zamen aangebeden en mede verheerlijkt wordt;
die gesproken heeft door de profeten.
Ik geloof één, heilige, katholieke en apostolische kerk.
Ik belijd één doop tot vergeving der zonden.
Ik verwacht de verrijzenis der doden
en eeuwige leven.
Amen.

### De geloofsbelijdenis, zoals gebruikelijk in de oriëntaal orthodoxe kerken
Wij geloven in één God, de almachtige Vader, Schepper van de hemel en de aarde, van alles wat zichtbaar en onzichtbaar is.
En in één Heer, Jezus Christus, de eniggeboren Zoon van God, geboren uit de Vader vóór alle tijden, God uit God, Licht uit Licht, ware God uit ware God. Geboren, niet geschapen, één in wezen met de Vader. Door Hem is alles gemaakt.
Voor ons, mensen, en omwille van ons heil is Hij uit de hemel neergedaald, heeft Hij door de Heilige Geest het menselijk lichaam aangenomen uit de maagd Maria en is mens geworden. Hij is voor ons gekruisigd onder Pontius Pilatus, heeft geleden, is begraven en op de derde dag opgestaan overeenkomstig de Schriften. Hij is opgevaren naar de hemel en zit aan de rechterhand van de Vader. Hij zal in heerlijkheid terugkomen om te oordelen over de levenden en de doden. Aan zijn koninkrijk zal geen einde komen.
Wij geloven in de Heilige Geest, die Heer is en leven geeft, die uitgaat van de Vader, die samen met de Vader en de Zoon aanbeden en verheerlijkt wordt, en die gesproken heeft door de profeten.
Wij geloven in één heilige, algemene en apostolische kerk.
Wij belijden één doop tot vergeving van de zonden.
Wij verwachten de opstanding van de doden en het leven van de komende wereld.
Amen.

### De geloofsbelijdenis, zoals gebruikelijk in de protestantse kerken
Wij geloven in één God, de almachtige Vader, Schepper van de hemel en de aarde, van alle zichtbare en onzichtbare dingen.
En in één Here Jezus Christus, de eniggeboren Zoon van God, geboren uit de Vader voor alle eeuwen, God uit God, Licht uit Licht, waarachtig God uit waarachtig God; geboren, niet gemaakt, van hetzelfde Wezen met de Vader; door Wie alle dingen gemaakt zijn.
Die, om ons mensen en om onze zaligheid, is neergekomen uit de hemel en vlees geworden door de Heilige Geest uit de maagd Maria en een mens geworden is; ook voor ons gekruisigd is onder Pontius Pilatus, geleden heeft, en begraven is, en op de derde dag opgestaan is overeenkomstig de Schriften, opgevaren naar de hemel, zit aan de rechterhand van de Vader en zal weerkomen met heerlijkheid om te oordelen de levenden en de doden; wiens rijk geen einde zal hebben.
En in de Heilige Geest, die Here is en levend maakt, die van de Vader en de Zoon uitgaat, die samen met de Vader en de Zoon aanbeden en verheerlijkt wordt, die gesproken heeft door de profeten.
En één heilige, algemene en apostolische kerk.
Wij belijden één doop tot vergeving van de zonden.
Wij verwachten de opstanding van de doden en het leven van de komende eeuw.
Amen.